# نيكولا تشارلز
نيكولا تشارلز (بالإنجليزية: Nicola Charles)‏ هي عارضة وممثلة بريطانية، ولدت في 22 ديسمبر 1969 في المملكة المتحدة.

## وصلات خارجية
- نيكولا تشارلز على موقع IMDb (الإنجليزية)